# Paine Wingate
Paine Wingate (Amesbury, 14 maggio 1739 – Stratham, 7 marzo 1838) è stato un politico statunitense. Fu membro sia della Camera dei Rappresentanti che del Senato degli Stati Uniti.

## Biografia
Wingate nacque a Amesbury, nella Provincia della Massachusetts Bay, nel 1739. Si laureò presso l'Università Harvard nel 1759 e fu ordinato ministro della Chiesa della Congregazione nel 1763. In seguito, divenne pastore a Hampton Falls, nel New Hampshire.
Nel 1776, Wingate lasciò il suo ministero e si trasferì a Stratham, dove svolse l'attività agricola ed intraprese la carriera politica.
Nel 1788, prestò servizio come delegato al Congresso Continentale e l'anno dopo divenne senatore degli Stati Uniti dal 4 marzo 1789 al 3 marzo 1793. Fu poi eletto alla Camera dei Rappresentanti, dove prestò servizio dal 4 marzo 1793 al 3 marzo 1795.
Lasciata la politica, divenne giudice associato della Corte Suprema del New Hampshire dal 1798 al 1808. Quando morì all'età di 98 anni, nel 1838, fu l'ultimo delegato superstite al Congresso Continentale e l'ultimo membro superstite del primo Senato degli Stati Uniti. Wingate è sepolto nel Stratham Cemetery.